# Liga Campionilor EHF Feminin
Liga Campionilor EHF Feminin este competiția pentru cele mai bune cluburi de handbal feminin din Europa, organizată anual de Federația Europeană de Handbal (EHF). Din motive de sponsorizare, competiția se numește oficial DELO EHF Champions League. Este cel mai prestigios turneu pentru cluburi, la care participă campioanele celor mai importante ligi naționale din Europa.

## Structura competiției
În fiecare an, EHF publică un clasament al federațiilor sale membre. Primele 27 de națiuni au dreptul de a participa la turneu cu campioana lor națională. Federațiile naționale au dreptul de a solicita locuri suplimentare sau upgrade-uri din Cupa EHF.
Liga Campionilor EHF este împărțită în cinci etape. În funcție de clasamentul federației lor naționale și de lista de criterii, echipele pot intra în competiție fie în calificări, fie în faza grupelor.
Actualul sistem de joc s-a schimbat pentru sezonul 2020/21.

### Turneul de calificare
Se formează grupe de patru echipe. Numărul de grupe poate varia în fiecare sezon. Echipele din fiecare grupă joacă semifinalele și finalele, într-un singur loc, pe parcursul unui weekend. Echipa câștigătoare din fiecare serie avansează în faza grupelor, în timp ce echipele din eșaloanele inferioare continuă în Cupa EHF.

## Formatul competiției
În fiecare an, EHF publică un clasament al federațiilor sale membre. Primele nouă națiuni au dreptul de a participa la turneu cu campioana lor națională. În plus, al zecelea loc este rezervat pentru cea mai bine clasată federație națională din Liga Europeană DELO EHF. Federațiile naționale au voie să solicite upgrade-uri pentru echipele lor eligibile să joace în Liga Europeană EHF și, pe baza listei de criterii, Comitetul Executiv al EHF aprobă șase upgrade-uri.
Liga Campionilor EHF este împărțită în patru etape. Toate echipele participante intră în competiție în faza grupelor.
Actualul sistem de joc a fost introdus înainte de sezonul 2020/21.

### Faza grupelor
Începând cu sezonul 2020/21, formatul prevede formarea a două grupe, cu câte opt echipe în Grupele A și B. Toate echipele din fiecare grupă joacă între ele de două ori, în meciuri acasă și în deplasare (14 runde în total). Primele două echipe din grupele A și B avansează direct în sferturile de finală, în timp ce echipele de pe pozițiile trei-șase din fiecare dintre aceste grupe merg în play off. Sezonul se încheie pentru ultimele două echipe din fiecare grupă după încheierea fazei grupelor.

### Play off
Meciurile din play off sunt stabilite în funcție de clasarea echipelor la finalul fazei grupelor (A6 vs B3, B6 vs A3, A5 vs B4 și B5 vs A4). Fiecare echipă calificată este decisă prin intermediul formatului "acasă și în deplasare", iar învingătoarele din cele două manșe se califică în sferturile de finală. Echipele mai bine clasate în faza grupelor au avantajul dreptului de joc pe teren propriu în manșa secundă.

### Sferturile de finală
Confruntările pentru sferturile de finală sunt, de asemenea, stabilite în funcție de clasamentul din faza grupelor (învingătoarea din A5/B4 vs A1, învingătoarea din B5/A4 vs B1, învingătoarea din A6/B3 vs A2, învingătoarea din B6/A3 vs B2). Învingătoarele sunt decise prin formatul "acasă și în deplasare", iar cele patru câștigătoare ale celor două manșe disputate în fiecare pereche avansează în EHF FINAL4. Echipele mai bine clasate în faza grupelor au avantajul dreptului de joc pe teren propriu în manșa secundă.

### DELO EHF FINAL4
Numele oficial al evenimentului este DELO EHF FINAL4. Echipele participante la EHF FINAL4 sunt desemnate prin tragere la sorți pentru semifinale și dispută ultimele două meciuri ale sezonului într-un singur weekend, într-un singur loc. Cele două semifinale se joacă într-o zi de sâmbătă, iar meciul pentru locul al treilea și finala au loc duminică.

## Rezumat

### Perioada Cupei Campionilor Europeni
| 1960–61 Detalii | Știința București     | 13–5 (8–1 / 5–4)       | Dynamo Praga            | Žalgiris Kaunas          | RSV Mülheim             |
| 1961–62 Detalii | Sparta Praga          | 11–7 (2–3 / 9–4)       | ORK Belgrad             | RSV Mülheim              | Știința București       |
| 1962–63 Detalii | Trud Moscova          | 11–8                   | Frederiksberg IF        | Fortschritt Weissenfels  | Rapid București         |
| 1963–64 Detalii | Rapid București       | 14–13                  | Helsingør IF            | Spartacus Budapesta      | Eimsbütteler TV         |
| 1964–65 Detalii | HG København          | 21–17 (14–7 / 7–10)    | Spartacus Budapestaa    | Swift Roermond           | Lokomotiva Zagreb       |
| 1965–66 Detalii | SC Leipzig            | 17–11 (10–5 / 7–6)     | HG København            | Spartacus Budapesta      | Sparta Praga            |
| 1966–67 Detalii | Žalgiris Kaunas       | 8–7                    | SC Leipzig              | Universitatea Timișoara  | Bohemians Praga         |
| 1967–68 Detalii | Žalgiris Kaunas       | 13–11                  | Empor Rostock           | KS Cracovia              | Rapid București         |
| 1969–70 Detalii | Spartak Kiev          | 9–7                    | SC Leipzig              | Žalgiris Kaunas          | HG København            |
| 1970–71 Detalii | Spartak Kiev          | 11–8                   | Ferencvárosi TC         | 1.FC Nürnberg            | HG København            |
| 1971–72 Detalii | Spartak Kiev          | 12–8                   | SC Leipzig              | Bakony Veszprém          | Universitatea București |
| 1972–73 Detalii | Spartak Kiev          | 17–8                   | Universitatea Timișoara | NILOC Amsterdam          | SC Leipzig              |
| 1973–74 Detalii | SC Leipzig            | 12–10                  | Spartak Kiev            | Eintracht Minden         | Radnički Belgrad        |
| 1974–75 Detalii | Spartak Kiev          | 14–10                  | Lokomotiva Zagreb       | IEFS București           | Vasas Budapesta         |
| 1975–76 Detalii | Radnicki Belgrad      | 22–12                  | Swift Roermond          | Admira Viena             | Stockholmspolisens IF   |
| 1976–77 Detalii | Spartak Kiev          | 15–7                   | SC Leipzig              | Radnicki Belgrad         | IL Vestar               |
| 1977–78 Detalii | TSC Berlin            | 19–14                  | Vasas Budapesta         | IL Vestar                | Ruch Chorzów            |
| 1978–79 Detalii | Spartak Kiev          | 31–22 (14–9 / 17–13)   | Vasas Budapesta         | Eintracht Minden         | SC Leipzig              |
| 1979–80 Detalii | RK Radnicki Belgrad   | 45–29 (22–19 / 23–10 ) | Inter Bratislava        | Stockholmspolisens IF    | VIG G. Dimitrov         |
| 1980–81 Detalii | Spartak Kiev          | 39–26 (17–13 / 22–13)  | Radnicki Belgrad        | VIG G. Dimitrov          | RK Osijek               |
| 1981–82 Detalii | Vasas Budapesta       | 50–43 (29–19 / 21–24)  | Radnicki Belgrad        | Spartak Kiev             | Rulmentul Brașov        |
| 1982–83 Detalii | Spartak Kiev          | 23–19                  | Radnicki Belgrad        | Bayer Leverkusen         | Vasas Budapesta         |
| 1983–84 Detalii | Radnicki Belgrad      | 42–35 (22–16 / 20–19)  | Bayer Leverkusen        | Hypo Niederösterreich    | Vasas Budapesta         |
| 1984–85 Detalii | Spartak Kiev          | 41–31 (23–16 / 18–15)  | Radnicki Belgrad        | SC Leipzig               | Hypo Niederösterreich   |
| 1985–86 Detalii | Spartak Kiev          | 52–45 (29–23 / 23–22)  | Știința Bacău           | Vasas Budapesta          | Budućnost Titograd      |
| 1986–87 Detalii | Spartak Kiev          | 50–37 (25–17 / 25–20)  | Hypo Niederösterreich   | Știința Bacău            | ZVL Prešov              |
| 1987–88 Detalii | Spartak Kiev          | 33–31 (16–14 / 17–17)  | Hypo Niederösterreich   |                          |                         |
| 1988–89 Detalii | Hypo Niederösterreich | 12–8 (16–14 / 21–19)   | Spartak Kiev            | Debreceni VSC            | Mureșul Târgu Mureș     |
| 1989–90 Detalii | Hypo Niederösterreich | 59–50 (29–24 / 30–26)  | Kuban Krasnodar         | Chimistul Râmnicu Vâlcea | SC Brühl                |
| 1990–91 Detalii | TV Lützellinden       | 43–40 (21–15 / 22–25)  | Hypo Niederösterreich   | Rostelmaș                | Építők SC               |
| 1991–92 Detalii | Hypo Niederösterreich | 34–32 (15–14 / 19–18)  | TV Lützellinden         | Chimistul Râmnicu Vâlcea | Walle Bremen            |
| 1992–93 Detalii | Hypo Niederösterreich | 45–25 (17–14 / 23–11)  | Vasas Budapesta         | Mar Valencia             | Walle Bremen            |

### Perioada Ligii Campionilor EHF
| 1993–94 Detalii | Hypo Niederösterreich                              | 45–39 (18–20 / 25–21)                              | Vasas Budapesta                                    | Mar Valencia           | TV Lützellinden       |
| 1994–95 Detalii | Hypo Niederösterreich                              | 40–36 (17–14 / 26–19)                              | Podravka Koprivnica                                | Mar Valencia           | Walle Bremen          |
| 1995–96 Detalii | Podravka Koprivnica                                | 38–37 (17–13 / 25–20)                              | Hypo Niederösterreich                              | Mar Valencia           | Ferencvárosi TC       |
| 1996–97 Detalii | Mar Valencia                                       | 58–50 (35–26 / 24–23)                              | Viborg HK                                          | Hypo Niederösterreich  | Ferencvárosi TC       |
| 1997–98 Detalii | Hypo Niederösterreich                              | 56–47 (28–21 / 26–28)                              | Mar Valencia                                       | Podravka Koprivnica    | Budućnost Podgorica   |
| 1998–99 Detalii | Dunaújvárosi NKS                                   | 51–49 (25–23 / 26–26)                              | Krim Ljubljana                                     | Hypo Niederösterreich  | Budućnost Podgorica   |
| 1999–20 Detalii | Hypo Niederösterreich                              | 52–45 (32–23 / 22–20)                              | Kometal Gjorče Petrov                              | Buducnost Podgorica    | Volgograd Akva        |
| 2000–01 Detalii | Krim Ljubljana                                     | 47–41 (22–22 / 25–19)                              | Viborg HK                                          | Budućnost Podgorica    | Ferencvárosi TC       |
| 2001–02 Detalii | Kometal Gjorče Petrov                              | 51–49 (27–25 / 26–22)                              | Ferencvárosi TC                                    | Larvik HK              | Budućnost Podgorica   |
| 2002–03 Detalii | Krim Ljubljana                                     | 63–58 (30–27 / 36–28)                              | Mar Valencia                                       | Ikast EH               | Viborg HK             |
| 2003–04 Detalii | Slagelse FH                                        | 61–56 (25–24 / 32–36)                              | Krim Ljubljana                                     | Dunaújvárosi NKS       | Larvik HK             |
| 2004–05 Detalii | Slagelse FH                                        | 54–43 (27–23 / 20–27)                              | Kometal Gjorče Petrov                              | Dunaújvárosi NKS       | Hypo Niederösterreich |
| 2005–06 Detalii | Viborg HK                                          | 44–43 (22–24 / 20–21)                              | Krim Ljubljana                                     | BM Sagunto             | Aalborg DH            |
| 2006–07 Detalii | Slagelse FH                                        | 61–53 (29–29 / 32–24)                              | Lada Toliatti                                      | Győri ETO              | Hypo Niederösterreich |
| 2007–08 Detalii | Zvezda Zvenigorod                                  | 56–53 (25–24 / 29–31)                              | Hypo Niederösterreich                              | Győri ETO              | Lada Toliatti         |
| 2008–09 Detalii | Viborg HK                                          | 50–49 (24–26 / 23–26)                              | Győri ETO                                          | Oltchim Râmnicu Vâlcea | Hypo Niederösterreich |
| 2009–10 Detalii | Viborg HK                                          | 60–52 (28–21 / 32–31)                              | Oltchim Râmnicu Vâlcea                             | Győri ETO              | Larvik HK             |
| 2010–11 Detalii | Larvik HK                                          | 47–46 (23–21 / 25–24)                              | SD Itxako                                          | Budućnost Podgorica    | Győri ETO             |
| 2011–12 Detalii | Budućnost Podgorica                                | 54–54 (29–27 / 27–25)                              | Győri Audi ETO KC                                  | Oltchim Râmnicu Vâlcea | Larvik HK             |
| 2012–13 Detalii | Győri Audi ETO KC                                  | 47–43 (21–24 / 23–22)                              | Larvik HK                                          | Oltchim Râmnicu Vâlcea | Krim Ljubljana        |
| 2013–14 Detalii | Győri Audi ETO KC                                  | 27–21                                              | Budućnost Podgorica                                | ŽRK Vardar             | FC Midtjylland        |
| 2014–15 Detalii | Budućnost Podgorica                                | 26–22                                              | Larvik HK                                          | ŽRK Vardar             | Dinamo-Sinara         |
| 2015–16 Detalii | CSM București                                      | 29–26 (22–22 (timp reg.), 25–25 (prel.))           | Győri Audi ETO KC                                  | ŽRK Vardar             | Budućnost Podgorica   |
| 2016–17 Detalii | Győri Audi ETO KC                                  | 31–30 (26–26 (timp reg.))                          | ŽRK Vardar                                         | CSM București          | Budućnost Podgorica   |
| 2017–18 Detalii | Győri Audi ETO KC                                  | 27–26 (20–20 (timp reg.))                          | ŽRK Vardar                                         | CSM București          | Rostov-Don            |
| 2018–19 Detalii | Győri Audi ETO KC                                  | 25–24                                              | Rostov-Don                                         | Vipers Kristiansand    | Metz Handball         |
| 2019–20 Detalii | Ediție anulată din cauza pandemiei de coronaviroză | Ediție anulată din cauza pandemiei de coronaviroză | Ediție anulată din cauza pandemiei de coronaviroză |                        |                       |
| 2020–21 Detalii | Vipers Kristiansand                                | 34-28                                              | Brest Bretagne Handball                            | Győri Audi ETO KC      | ȚSKA Moscova          |
| 2021–22 Detalii | Vipers Kristiansand                                | 33–31                                              | Győri Audi ETO KC                                  | Metz Handball          | Team Esbjerg          |
| 2022–23 Detalii | Vipers Kristiansand                                | 28-24                                              | FTC-Rail Cargo Hungaria                            | Győri Audi ETO KC      | Team Esbjerg          |
| 2023–24 Detalii | Győri Audi ETO KC                                  | 30–24                                              | SG BBM Bietigheim                                  | Team Esbjerg           | Metz Handball         |
| 2024–25 Detalii | Győri Audi ETO KC                                  | 29–27                                              | Odense Håndbold                                    | Team Esbjerg           | Metz Handball         |

## Clasament și statistici

### Clasament după club
| Club                  | Titluri | Locul 2 | An titlu                                                                     | An locul 2                   |
| --------------------- | ------- | ------- | ---------------------------------------------------------------------------- | ---------------------------- |
| Spartak Kiev          | 13      | 2       | 1970, 1971, 1972, 1973, 1975, 1977, 1979, 1981, 1983, 1985, 1986, 1987, 1988 | 1974, 1989                   |
| Hypo Niederösterreich | 8       | 5       | 1989, 1990, 1992, 1993, 1994, 1995, 1998, 2000                               | 1987, 1988, 1991, 1996, 2008 |
| Győri Audi ETO KC     | 7       | 4       | 2013, 2014, 2017, 2018, 2019, 2024, 2025                                     | 2009, 2012, 2016, 2022       |
| ŽRK Radnički Belgrad  | 3       | 4       | 1976, 1980, 1984                                                             | 1981, 1982, 1983, 1985       |
| Viborg HK             | 3       | 2       | 2006, 2009, 2010                                                             | 1997, 2001                   |
| Slagelse DT           | 3       | 0       | 2004, 2005, 2007                                                             |                              |
| Vipers Kristiansand   | 3       | 0       | 2021, 2022, 2023                                                             |                              |
| SC Leipzig            | 2       | 4       | 1966, 1974                                                                   | 1967, 1970, 1972, 1977       |
| Krim Ljubljana        | 2       | 3       | 2001, 2003                                                                   | 1999, 2004, 2006             |
| ŽRK Budućnost         | 2       | 1       | 2012, 2015                                                                   | 2014                         |
| Žalgiris Kaunas       | 2       | 0       | 1967, 1968                                                                   |                              |
| Vasas Budapest        | 1       | 4       | 1982                                                                         | 1978, 1979, 1993, 1994       |
| BM Sagunto            | 1       | 2       | 1997                                                                         | 1998, 2003                   |
| Kometal Skopje        | 1       | 2       | 2002                                                                         | 2000, 2005                   |
| Larvik HK             | 1       | 2       | 2011                                                                         | 2013, 2015                   |
| HG København          | 1       | 1       | 1965                                                                         | 1966                         |
| TV Lützellinden       | 1       | 1       | 1991                                                                         | 1992                         |
| Podravka Koprivnica   | 1       | 1       | 1996                                                                         | 1995                         |
| Știința București     | 1       | 0       | 1961                                                                         |                              |
| HC Sparta Praha       | 1       | 0       | 1962                                                                         |                              |
| Trud Moscova          | 1       | 0       | 1963                                                                         |                              |
| Rapid București       | 1       | 0       | 1964                                                                         |                              |
| TSC Berlin            | 1       | 0       | 1978                                                                         |                              |
| Dunaferr NK           | 1       | 0       | 1999                                                                         |                              |
| Zvezda Zvenigorod     | 1       | 0       | 2008                                                                         |                              |
| CSM București         | 1       | 0       | 2016                                                                         |                              |

### Clasament pe țări
| #     | Țară                        | Titluri | Loc 2 | Total finale |
| ----- | --------------------------- | ------- | ----- | ------------ |
| 1     | Uniunea Sovietică           | 16      | 3     | 19           |
| 2     | Ungaria                     | 9       | 12    | 21           |
| 3     | Austria                     | 8       | 5     | 13           |
| 4     | Danemarca                   | 7       | 6     | 13           |
| 5     | Norvegia                    | 4       | 2     | 6            |
| 6     | Iugoslavia                  | 3       | 6     | 9            |
| 7     | Republica Democrată Germană | 3       | 5     | 8            |
| 8     | România                     | 3       | 3     | 6            |
| 9     | Slovenia                    | 2       | 3     | 5            |
| 10    | Muntenegru                  | 2       | 1     | 3            |
| 11    | Macedonia de Nord           | 1       | 4     | 5            |
| 12    | Spania                      | 1       | 3     | 4            |
| 13    | Germania                    | 1       | 3     | 4            |
| 14    | Cehia                       | 1       | 2     | 3            |
| 14    | Rusia                       | 1       | 2     | 3            |
| 16    | Croația                     | 1       | 1     | 2            |
| 17    | Franta                      | 0       | 1     | 1            |
| 17    | Țările de Jos               | 0       | 1     | 1            |
| Total | Total                       | 63      | 63    | 126          |

| Loc | Handbalistă             | Goluri | Nr.sez. |
| --- | ----------------------- | ------ | ------- |
| 1   | Jovanka Radičević       | 1141   | 20      |
| 2   | Cristina Neagu          | 1131   | 16      |
| 3   | Andrea Lekić            | 1032   | 16      |
| 4   | Anita Görbicz           | 1016   | 18      |
| 5   | Nora Mørk               | 898    | 15      |
| 6   | Ana Gros                | 870    | 15      |
| 7   | Katarina Bulatović      | 842    | 16      |
| 8   | Eduarda Amorim          | 747    | 17      |
| 9   | Bojana Popović          | 733 1  | 14      |
| 10  | Andrea Penezić          | 720    | 11      |
| 11  | Linn-Kristin Riegelhuth | 683    | 14      |
| 12  | Heidi Løke              | 622    | 12      |
| 13  | Milena Raičević         | 581    | 17      |
| 14  | Alexandra do Nascimento | 560    | 13      |
| 15  | Isabelle Gulldén        | 544    | 13      |

| Loc | Handbalistă          | Goluri | Prezențe |
| --- | -------------------- | ------ | -------- |
| 1   | Henny Reistad        | 78     | 5        |
| 2   | Nora Mørk            | 70     | 8        |
| 3   | Cornelia Groot       | 57     | 5        |
| 3   | Anita Görbicz        | 57     | 6        |
| 3   | Andrea Lekić         | 57     | 6        |
| 6   | Cristina Neagu       | 56     | 5        |
| 7   | Isabelle Gulldén     | 55     | 5        |
| 8   | Eduarda Amorim       | 49     | 6        |
| 9   | Stine Bredal Oftedal | 48     | 6        |
| 10  | Andrea Penezić       | 42     | 4        |
| 10  | Katarina Bulatović   | 42     | 5        |
| 12  | Ana Gros             | 41     | 3        |
| 13  | Jovanka Radičević    | 40     | 5        |
| 14  | Markéta Jeřábková    | 30     | 2        |
| 14  | Kari Brattset Dale   | 30     | 4        |

Note:
1: Nu sunt luate în considerare golurile din patru sezoane (1998-2002). Totalul golurilor înscrise de Bojana Popović este mult mai mare decât ce este menționat în articol. 